# Апатеизм
Апатеи́зм (от др.-греч. ἀπάθος – «апатия» + др.-греч. Θεός — «бог») — это безразличное («апатичное») отношение к вопросам существования или несуществования божеств. 
Термин (понятие) «апатеизм» ввёл в оборот Роберт Джей Нэш в 2001 году.
Апатеистам не интересно ни принимать, ни отвергать какие бы то ни было утверждения о существовании или несуществовании божеств. Существование бога или богов не отрицается, оно считается не имеющим значения. Одним из первых апатеистов был, возможно, Дени Дидро, которому принадлежит фраза «Важно не путать болиголов с петрушкой, но верить или не верить в бога — совершенно неважно».
Эту позицию не следует понимать как скептическую позицию, аналогичную позиции, например, атеистов или агностиков, которые ставят под сомнение существование богов или возможность их познания. При этом апатеизм может существовать параллельно с атеизмом и агностицизмом, не мешая друг другу, поскольку апатеизм можно относить к эмоциональному состоянию человека, в то время как атеизм и агностицизм к интеллектуальному. Таким образом, человек может считать неважным вопрос о существовании Бога, при этом определить себя как атеиста или агностика.
Существование божеств не отвергается по моральным или эпистемическим причинам; скорее оно не считается необходимым по принципам секулярным и/или экзистенциальным. Это универсализация фундаментального демократического принципа, гласящего, что нет людей первого и второго сорта, и что среди других видов или существ (включая гипотетических богов или пришельцев в другом месте Вселенной) люди также не являются вторым сортом; таким образом, вопрос о существовании божеств не является одним из так называемых вечных вопросов философии.
Апатеисты могут утверждать, что мораль не исходит от божеств, так что если даже божества существуют, то в человеческой морали ничего не изменится; следовательно, существование или несуществование божеств не имеет значения.
Аналогично ситуации с агностизмом, апатеизм не имеет официального символа, поскольку не существует организации апатеистов, которая бы такой символ утвердила. Иногда для обозначения апатеизма используют символ атеизма, хотя это разные вещи.